# Amaro Pargo
Amaro Rodríguez-Felipe y Tejera Machado (San Cristóbal de La Laguna, 3 de mayo de 1678-Ibid., 4 de octubre de 1747), más popularmente conocido como Amaro Pargo, fue un corsario, prestamista y comerciante español.
Participó en la carrera de Indias, logrando una gran fortuna debido a la inversión de sus beneficios en las tierras de las que era propietario en Tenerife, dedicadas principalmente al cultivo de la vid. El intenso comercio que se desarrolló entre el Atlántico y el Caribe fomentó las actividades piráticas y corsarias. Amaro Pargo llegó a participar en intervenciones corsarias a las flotas de otros países europeos, apresando buques y destinando algunos a su venta.
Sintió una considerable devoción por sor María de Jesús de León y Delgado, llegando incluso a financiar su funeral y su sepulcro. Realizó diversas donaciones con el objetivo de mejorar la vida de los más pobres de Tenerife, especialmente para la mejora de las condiciones de vida de los presos de la cárcel de San Cristóbal de La Laguna.
Su figura se ha visto envuelta en un halo de romanticismo que lo ha relacionado con la piratería, tesoros ocultos y romances ilícitos. Diferentes autores han aprovechado este misticismo que rodea su figura para elaborar sus novelas.

## Contexto histórico
El tráfico comercial del siglo XVIII se vio condicionado por diversos conflictos bélicos con Gran Bretaña, tales como la Guerra de Sucesión Española, la Guerra anglo-española de 1727-1729 y la Guerra del Asiento. Los ataques de corsarios berberiscos continuaron durante este periodo.
Este panorama histórico condicionó lo que más tarde se llamaría «Edad de oro de la piratería», un período en el cual los grandes imperios europeos de la época como Gran Bretaña, España, Holanda, Portugal y Francia pugnaban por el comercio y la colonización de nuevas tierras. En esta época toma auge la piratería, es decir, la práctica de saqueo organizado o bandolerismo marítimo.
Este contexto hizo necesario que los navíos dedicados al comercio atlántico se artillasen adecuadamente. Además, motivó la compra-venta de los buques apresados durante las etapas de conflicto, actividad en la que participó tanto Amaro Pargo como su hermano, José Rodríguez Felipe. Algunos documentos ―como el «Poder otorgado por Amaro Rodríguez Felipe a Bartolomé Farraz y Baltasar García Calzada, para que le representen en los trámites de declaración de buena presa de una embarcación enemiga capturada» (16 de abril de 1712)― señalan que Amaro Pargo realizó acciones corsarias, individualmente o en colaboración con otros capitanes que participaban en la Carrera de Indias.

## Biografía

### Primeros años

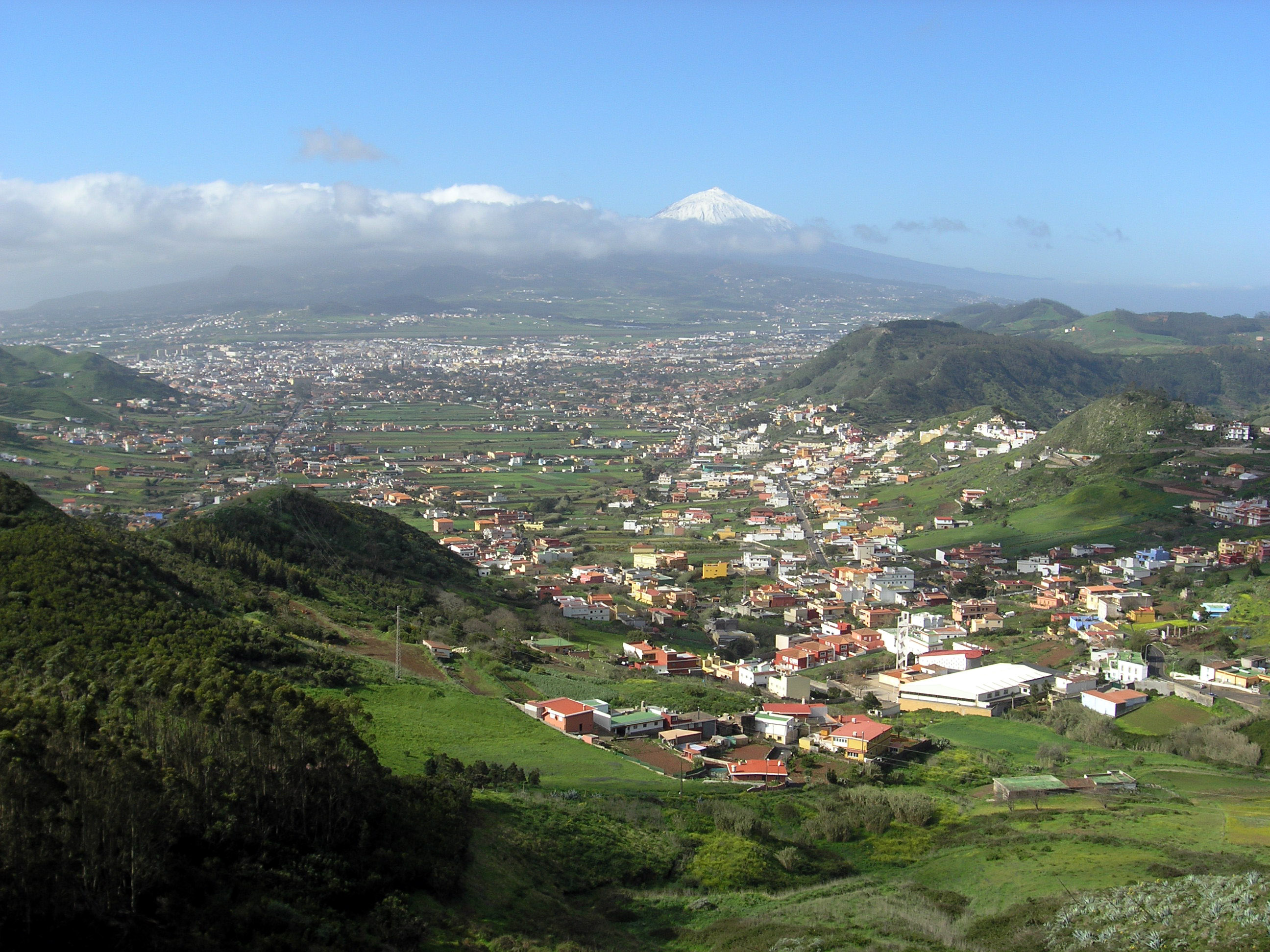
Panorámica de San Cristóbal de La Laguna, ciudad en la que nació Amaro Pargo.

Nació en una vivienda situada justo por encima de la actual ermita de San Cristóbal, en La Laguna, en mayo de 1678. Sus padres fueron Juan Rodríguez Felipe de Barrios y Beatriz Tejera Machado, quienes tuvieron otros siete hijos: Francisca, Ana, Pedro y José, además de otras tres hermanas que ingresaron en el convento de Santa Catalina de Siena ―sor María Santa Beatriz, sor Clara de San Juan Bautista y sor Juana de San Vicente―. Sus abuelos paternos fueron Cristóbal Rodríguez de Barrios y Ana Lorenzo Machado, y los maternos, Juan González Pargo de Castro y María Texera Machado.
Fue bautizado por el padre Manuel Hurtado Mendoza en la Iglesia de Nuestra Señora de Los Remedios (actual catedral de la ciudad), siendo su padrino Amaro López. Su familia residió principalmente en la ciudad de La Laguna, donde tuvieron diferentes propiedades ―rústicas, urbanas, etc.― en torno a la plaza de San Cristóbal (también conocida como plaza Tanque de Abajo).
El testamento de su madre, doña Beatriz, presenta los rasgos típicos de la burguesía agraria, que se han podido definir a través de los objetos que se describen ―bien de subsistencia y de intercambio (cereales, higos, pipas de vino, etc.), ajuar doméstico, vestuario y diferentes útiles (para tareas hogareñas, labores del campo y trabajo artesanal)―; además, la contabilidad, las memorias de venta de mercancías y la evidencia de la importancia de productos americanos, como el cacao, muestran el entramado comercial en el que participaban todos los miembros de la familia.

### La carrera de Indias
Su participación en la carrera de Indias comienza en el bienio 1703-1705, periodo en el que fue dueño y capitán de la fragata El Ave María y las Ánimas, navío con el que navegó desde el puerto de Santa Cruz de Tenerife hasta el de La Habana. Esta misma ruta la realizó en diferentes ocasiones y con distintos navíos. Sus conocimientos sobre los medios de transporte y de las mercancías exportadas desde el archipiélago canario hacia las Indias Occidentales le permitieron obtener grandes beneficios. Reinvirtió los beneficios del comercio canario-americano en sus heredades, destinadas principalmente al cultivo de la vid de malvasía y de vidueño, cuya producción ―principalmente la de vidueño― se enviaba a América.
Amaro Rodríguez Felipe formó parte de la Compañía de Honduras que era una empresa de modernización comercial en relación con los tratos y servicios de España en sus posesiones americanas. El monarca español Felipe V había promulgado un decreto el 25 de enero de 1714, en el cual daba garantías y estabilidad a dicho proyecto comercial transoceánico. Amaro, al igual que su superior, Diego de Zárate y Murga ―marqués de Montesacro― se vinculó a la nueva Dinastía Borbónica y a sus intereses atlánticos.
La compañía destinó a Amaro Pargo como capitán del barco Nuestra Señora de la Concepción a Caracas, en virtud de una Real orden dada en el Palacio de El Pardo de Madrid el 26 de septiembre de 1714. La orden dice textualmente: «Os nombro a vos, don Amaro Rodríguez Felipe, para que vayáis sirviendo de capitán de mar en el navío destinado para Caracas, nombrado Nuestra Señora de la Concepción». El 24 de octubre del mismo año, Amaro Rodríguez Felipe tomó posesión como capitán de dicha embarcación en la plaza de Cádiz, bajo juramento y pleito-homenaje en presencia del intendente don Francisco de Varas y Valdés.

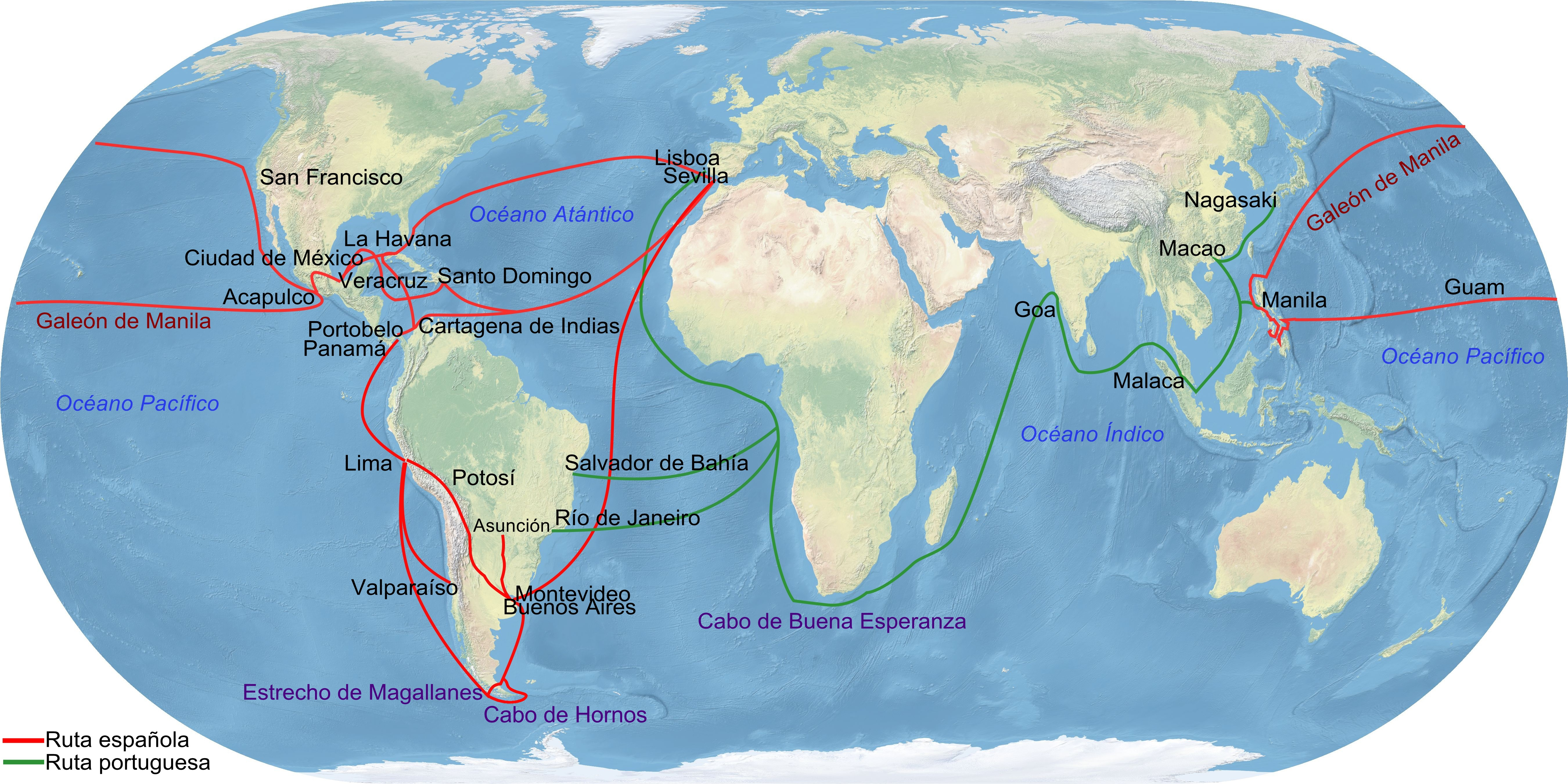
Principales rutas comerciales del Imperio español con las Indias (en rojo). Amaro Pargo utilizaba la ruta que cruzaba el Atlántico y se dirigía al mar Caribe.

Durante esta empresa, Amaro Pargo y su hermano, José Rodríguez Felipe se vieron envueltos en las disputas de poder que estaban teniendo lugar en la Capitanía General de Venezuela, la cual, en 1717 pasó a integrarse en el Virreinato de Nueva Granada. En concreto, Pargo tuvo un pleito con el gobernador Marcos de Bethencourt y Castro, debido a que este último no lo había incluido entre sus simpatizantes, sino más bien todo lo contrario. Dicho pleito no sería resuelto sino hasta 1724. El mismo, se detalla en un legajo perteneciente al Archivo General de Indias llamado: «Autos contra Amaro Rodríguez Felipe, capitán encomendero del navío nombrado NUESTRA SEÑORA DE LA CONCEPCIÓN sobre haberse opuesto a la visita de este navío».
Está documentado que en marzo de 1719, Amaro tuvo problemas con la justicia, pues fue detenido por la Casa de Contratación de Cádiz por impedir que revisaran uno de sus navíos. Amaro aclaró que este barco, apodado "El Blandón" había sido fabricado en Campeche, y había salido desde La Guaira cubriendo la ruta hasta Veracruz, y que transportaba cacao. Sin embargo, ante la insistencia del gobernador Francisco de Varas para detener al corsario y llevarlo a prisión, Pargo informa directamente al rey Felipe V lo sucedido y acusó a Francisco de Varas de abuso de autoridad, de la poca eficacia de su administración y de corrupción. Tras esto, el asunto quedó zanjado a favor de Amaro que quedó en libertad.
Amaro Pargo llegó a realizar el transporte de esclavos al Caribe, si bien, se estima, que en menor medida que otros capitanes y personajes de la época dedicados a esta actividad. En 1710, el corsario se vio envuelto en una denuncia por parte del presbítero Alonso García Ximénez, el cual le acusaba de liberar a un esclavo africano llamado Sebastián, que era transportado hasta Venezuela en uno de los barcos de Amaro. El citado Alonso García otorga un poder el 18 de julio de 1715 a Teodoro Garcés de Salazar para que le reclamara en Caracas su devolución. A pesar de este hecho, el propio Amaro Pargo poseyó también esclavos en su servicio doméstico.
Se tiene poco conocimiento de la estancia de Amaro Rodríguez en el Caribe. Sin embargo, hay registros documentales de la época que hacen referencia a un proceso de reclamación de filiación. Este proceso lo inició Manuel de la Trinidad Rodríguez, bastardo nacido en La Habana e hijo de Josefa María del Valdespino y Vitrián. Aportó declaraciones de testigos, entre otros testimonios, mediante los procesos legitimadores del siglo XVIII. No obstante, Amaro nunca lo reconoció como su hijo. Otro hijo ilegítimo fue Juan Rodríguez Felipe nacido en Santa Cruz de Tenerife y que sería enterrado en la parroquia de San Marcos en Tegueste. Juan Rodríguez fue criado por la madre de Amaro Pargo, Beatriz Tejera, y su madre era una mujer casada que conocía a la familia de Amaro desde la infancia según se desprende en los documentos de la época. También se sabe que Amaro apadrinó a una novicia del convento de Santa Catalina en La Laguna, llamada sor Michaela Rossa de San Vicente Ferrer, de padres desconocidos. Se debate si esta novicia fue otra hija no reconocida del corsario o si bien fuese recogida por él de entre los niños expósitos y entregada al convento para su manutención y educación.
Según su testamento y los repartos de bienes, Amaro Rodríguez Felipe acumuló un gran patrimonio, constituido por 733 fanegadas, tanto de secano como de regadío, repartidas por Tenerife ―en lugares como Valle Colino y Vinagre, Tegueste el Viejo y Tegueste el Nuevo, entre otros―; 42 casas, tanto en las medianías como en los núcleos urbanos de San Cristóbal de La Laguna y Santa Cruz de Tenerife; bienes muebles ―muebles, cuadros, ornamentos litúrgicos y mercancías, entre otros―; y «títulos de propiedad de tributos». Aunque una parte de esta fortuna corresponde a la herencia de sus padres y a la adjudicación de tierras por pleitos judiciales, la gran mayoría de ellas fueron compradas por Amaro Pargo a partir de 1714.

### Actividades corsarias
La patente de corso de Amaro Pargo fue encontrada en 2024 en el Archivo General Militar de Segovia, junto a otros documentos que relatan diversos aspectos de su vida. Este documento le fue otorgado el 14 de diciembre de 1711, en Santiago de León de Caracas, por don José Francisco de Cañas y Merino, en nombre del rey Felipe V de España. Si bien, se trataba de un permiso vinculado exclusivamente al navío denominado Nuestra Señora de Candelaria, Santo Domingo y San Vicente Ferrer, alias El Bravo:

Capitán Amaro Rodrígues Phelipe
Y en cuia conformidad, y constándome tener el referido nauío veinte y quatro piezas de artillería, cinquenta y seis escopettas, seis pares de pistolas, doze alfanjes, quarenta chussos, diez pedreros y ocho esmeriles, con las muniçiones necessarias y ochenta hombres;
Y concurriendo en el dicho capitán Amaro Rodrígues Phelipe las calidades que se requieren de valor, zelo y experiençia milittar, y que hasta aquí se ha exercitado en el Real Seruiçio, esperando lo continuará en adelante conforme a sus onrradas obligaziones;
Vsando de la facultad que me es conzedida por la Real Zédula supra inserta, por la pressente elixo y nombro al dicho Amaro Rodrígues Phelipe Capitán de Corso, para que con el dicho nauío pueda corsear en las costas y mares destas Yndias, hazziendo guerra a los enemigos desta Corona y piratas que las imfestan, y apresarles sus embarcaziones, amparando, socorriendo y fauoresciendo los desta Corona, sus aliados y amigos;
Y se le guarden todas las onrras, preheminençias, prerrogattiuas y franquesas que le tocan por tal Capitán de Corso.
Y mando a los cauos de los puerttos deste gouierno, y en nombre de Su Magestad requiero a los señores gouernadores, capitanes generales y demás justiçias de los puerttos y partes do entrare y llegare el dicho Capitán Amaro Rodrígues Phelipe, que de mi parte le den y hagan dar todo el fauor y ayuda que pidiere, y le acudan y despachen con todo lo necesssario, cumpliendo lo que Su Magestad manda, porque mejor pueda emplearse en su Real Seruiçio.
Para todo lo qual le MANDÉ despachar la pressente, firmada de mi mano, sellada con el sello de mis armas y refrendada del infraescripto escriuano público y de gouernazión, en papel del sello quarto.
Dada en Santiago de León de Caracas, a catorze días del mes de diziembre de mil settezientos y onze años.

Don Joseph Francisco de Cañas, por mandado del Señor Gouernador y Capitán General.

Sin embargo, ya habían sido hallados anteriormente varios documentos coetáneos que aluden a que este marino llegó a participar individual o colectivamente en incursiones corsarias, tales como la captura de navíos pertenecientes a potencias europeas enemigas. Los textos dejan entrever que se trataban de flotas hostiles a la Monarquía Hispánica y que la mayoría de estos buques apresados eran destinados a su venta o compra-venta. En estos documentos, estas naves capturadas suelen ser denominadas comúnmente como «presas».
En un documento fechado el 16 de abril de 1712 llamado «Poder otorgado por Amaro Rodríguez Felipe a Bartolomé Farraz y Baltasar García Calzada, para que le representen en los trámites de declaración de buena presa de una embarcación enemiga capturada» dice textualmente: «una enbarcazion enemiga qu’este otorgante apressó con su navio (…) en virtud de patente que tiene de capitan de corsso». Este legajo ha sido comúnmente considerado como una prueba irrefutable de la condición corsaria de Amaro Pargo, condición que ya había sido defendida entre otros por Manuel de Paz, catedrático de la Universidad de La Laguna y Daniel García Pulido, investigador y bibliotecario de la misma universidad. Ambos, transcriptores de dicho documento.

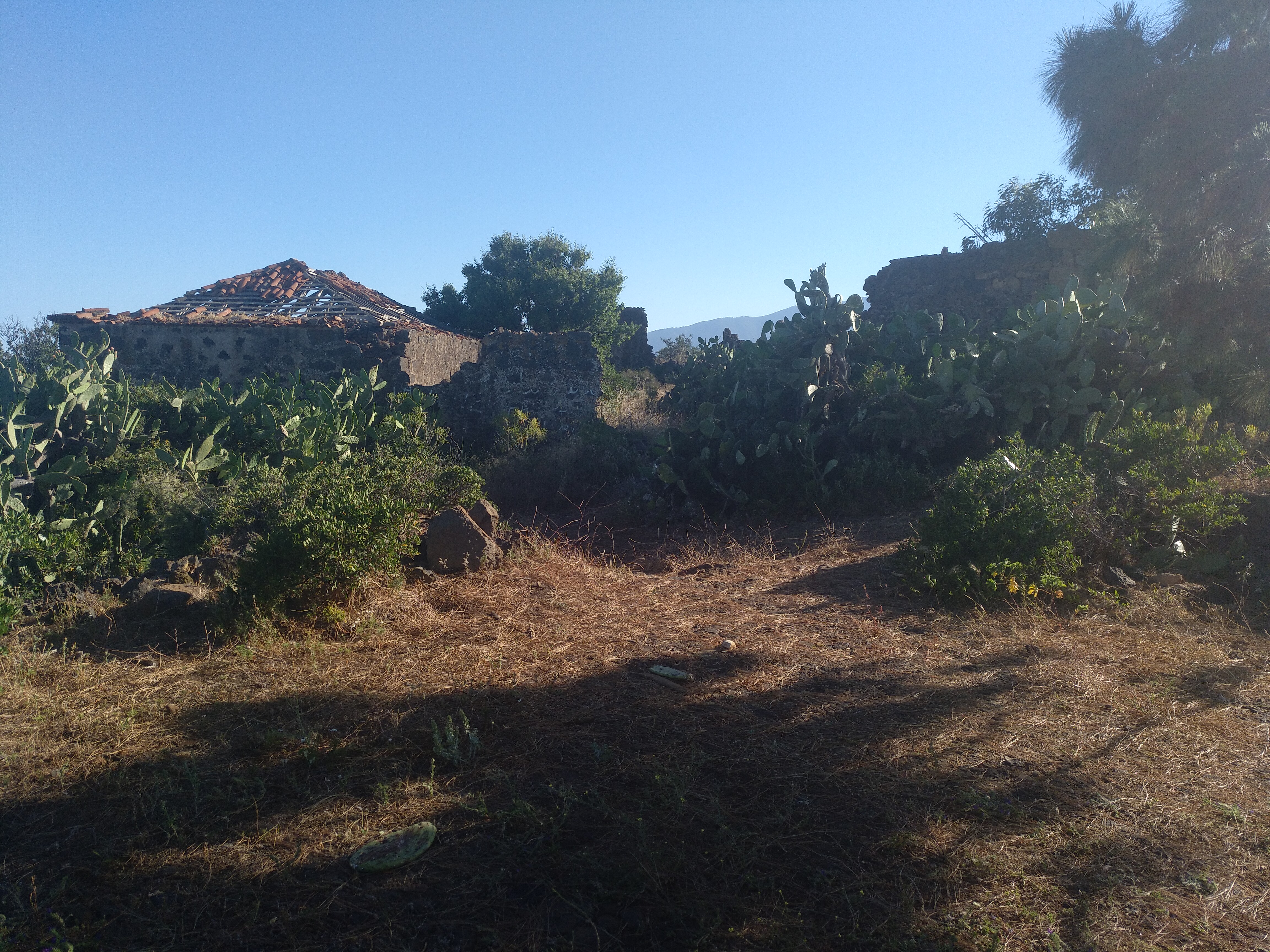
Ruinas de la llamada Casa de Amaro Pargo, situada en el barrio de Machado, en el municipio tinerfeño de El Rosario.

El citado documento se refiere concretamente a la captura de un navichuelo inglés, el Saint Joseph, que tenía sus consignatarios en Dublín (Irlanda), y que estaba al mando del capitán inglés Alexander Webster. El abogado defensor de este marino inglés, Agustín Francisco Ceferino, acusó a Amaro Rodríguez Felipe, de no haber actuado con rigor a la hora de ejercer sus derechos corsarios. Esto debido a que Amaro Pargo había saqueado dicha nave y adueñado de sus posesiones, además de obligar a Alexander Webster a navegar junto a su barco, llamado Nuestra Señora de Candelaria, Santo Domingo y San Vicente Ferrer, alias El Bravo, hasta el puerto de Santa Cruz de Tenerife, so pena de hundir el citado barco inglés en las profundidades marinas. Ante las críticas de Francisco Ceferino, el promotor fiscal Andrés Estévez de Guzmán testificó que El Bravo, no estaba armado en corso, sino que era un navío que traficaba en el comercio de Indias. Si bien, a pesar de todo la captura del Saint Joseph fue considerada legítima por ser Inglaterra una potencia enemiga de la Corona española.
Tras la participación de Amaro Pargo en la Compañía de Honduras, el monarca Felipe V, en una Real cédula fechada en San Lorenzo de El Escorial el 24 de octubre de 1719, le autoriza la construcción de un navío en Campeche, el cual llevaría el nombre de El Pontencia o La Potencia. Dicho barco era un mercante armado con 58 cañones y con 64 codos de eslora y los 56 de quilla, con más de 16 de manga. Este barco también es mencionado con el nombre de Potencias Aliadas y Blandón. Según estudios actuales dicho navío pasó a pertenecer a la Armada en 1723, pero justo un año antes abordó y saqueó un navío holandés, el Duynvliet ―a veces mencionado como Duyvelant―, se cree que estando capitaneado por Amaro Rodríguez Felipe.
Entre las cartas y documentos descritos en el inventario de Beatriz Tejera Machado ―la madre de Amaro Pargo― se encuentra un manuscrito o documento «escrito por Bernardo de Espinosa al capitán Amaro Rodríguez Felipe, en que le dice que la parte que le toca en la presa la dé y entregue a Manuel Mollette». También en dicho inventario existe una memoria acerca de los «géneros que dejó en la caja que ha embarcado a bordo de la presa», el cual lleva fecha de 29 de noviembre de 1719.
El 21 de marzo de 1729, Amaro Pargo rubricó un poder para el cobro de 800 pesos de la fianza que había tenido que depositar por orden del capitán general de Canarias, el marqués de Valhermoso. Según el texto, esto se debió «por razón de una presa inglesa que hizo viniendo de capitán» en el tornaviaje desde La Habana. Se menciona que esta incursión se realizó con el buque llamado Santísima Trinidad, alias El Clavel que era de propiedad compartida entre Amaro Pargo y Juan Pedro Dujardín ―el cual fue otro marino de la carrera de Indias―.
Documentos posteriores ponen en relieve la necesidad de armar en corso determinados navíos, tales como el Nuestra Señora del Rosario, San Francisco Xavier y las Ánimas, conocido generalmente como La Venus. Este barco es descrito como un navío de 282 toneladas, con 32 cañones de distinto calibre (28 de a 6), y una tripulación de 250 hombres bien armados. Estaba capitaneado por Bartolomé Sánchez Carta, Amaro Rodríguez Felipe y Nicolás María Bignoni.
Existían en la época cierta cantidad de corsarios y asaltantes de origen canario con los cuáles Amaro Pargo mantenía una estrecha colaboración. Así, en 1740, el propio Amaro Rodríguez Felipe y su compañero don Nicolás María Bignoni instan al capitán Bartolomé Sánchez Carta a atacar a dos balandras inglesas que mortificaban el tráfico insular.

### Reconocimiento de hidalguía
Amaro Pargo solicitó y obtuvo el reconocimiento de la hidalguía de su familia mediante auto de amparo el 25 de enero de 1725. Posteriormente, el 9 de enero de 1727, conseguiría certificación de nobleza y armas por el rey de armas de Felipe V, Juan Antonio de Hoces Sarmiento.

### Devoción

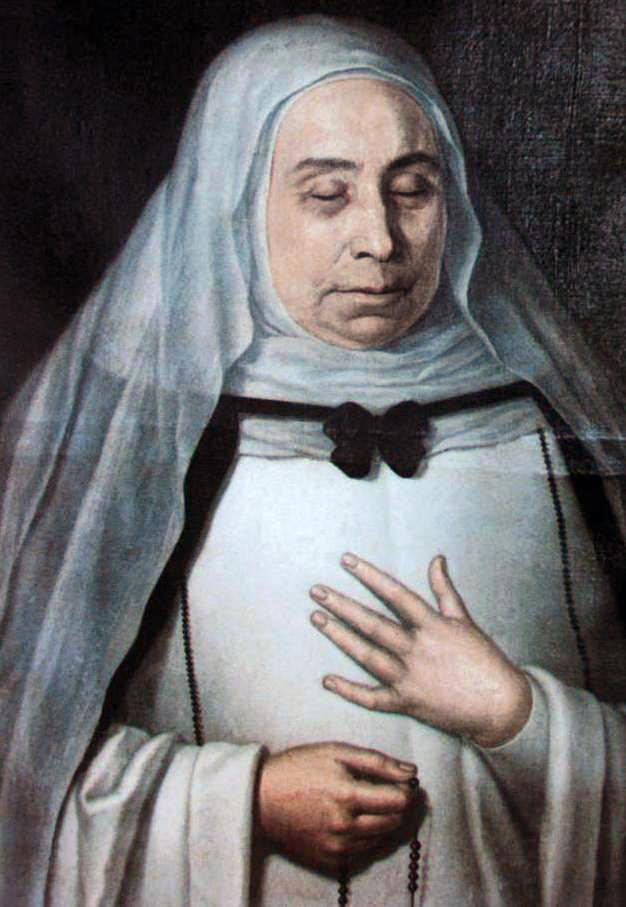
Sor María de Jesús de León y Delgado, consejera espiritual de Amaro Pargo.

Por su condición de ferviente católico, Amaro Pargo está vinculado con «un sinfín de fundaciones, dotación e institución de memorias y fundos en beneficio del estamento religioso y del pueblo». Entre sus contribuciones destacan la financiación de las mejoras de la iglesia de Santo Domingo de Guzmán y del convento de Santa Catalina de Siena, en el que estaban sus tres hermanas.
Fue devoto de sor María de Jesús, una monja de la Orden de los Predicadores y del convento de Santa Catalina. Esta devoción lo llevó a costear su aparato fúnebre, lo que también implicó la construcción de un mausoleo tres años después de la muerte de sor María de Jesús. El 15 de febrero de 1734, Luis Tomás Leal ―provincial de la Orden de los Dominicos― intervino en la dación de las tres llaves del sepulcro, entregando una a Amaro Pargo, en reconocimiento de su afecto a sor María de Jesús, sus buenas obras y a las muestras de veneración hacia la orden.
También contribuyó a la mejora de vida de los pobres en la ciudad de San Cristóbal de La Laguna. Compró un tributo vinculado al mantenimiento de los pobres de la cárcel de la ciudad, ocupando el cargo de síndico personero del Cabildo de Tenerife, propuso poner «en circulación monedas de "cuartos" y "ochavos" para mejorar la preocupante situación financiera y de liquidez» de la economía de subsistencia del archipiélago.

### Muerte y herencia
Amaro Pargo murió el 4 de octubre de 1747 en su ciudad natal, siendo enterrado en el convento de Santo Domingo de Guzmán, en el sepulcro de la capilla de San Vicente, de la que era propietario. En la lápida de mármol está grabado el escudo de su familia y una calavera ―símbolo que sustituye a la cruz latina, que los edictos de aquel entonces evitaban así que fueran pisados por los fieles; erróneamente se ha pensado que este símbolo era una representación pirata―.
Al no tener descendencia legítima, legó su patrimonio a sus «parientes cercanos y gente de su confianza», vinculando las propiedades con diversas instituciones, tales como el mayorazgo, el patronato y la capellanía. Los mayorazgos los puso en manos de sus sobrinos, siendo Amaro González de Mesa y Ana Josefa Rodríguez Felipe quienes detentaron el mayorazgo principal.

## Pargo
Durante siglos se ha especulado la razón que justifica el apodo del corsario «Pargo» o «El Pargo». Tradicionalmente se ha creído que este seudónimo se refiere a que dicho corsario era "rápido", "escurridizo en la batalla" y que "se movía en el mar como el citado pez", el Pagrus pagrus (también llamado «Pargo»), así como teorías más recientes, arraigadas en la tradición popular, que atribuían el apodo a los rasgos faciales del corsario. Sin embargo, en la actualidad se ha aclarado este asunto al ser «Pargo» un apelativo familiar, un apodo, vinculado a la familia materna de Amaro Rodríguez Felipe desde, al menos, finales del siglo XVI. Así, en opinión del catedrático de la Universidad de La Laguna Manuel de Paz y del investigador y bibliotecario Daniel García Pulido, su apodo «no tiene que ver con el hecho de que su rostro se asemejara al de este pescado, sino con el apodo con el que era conocido el clan familiar».

## Exhumación

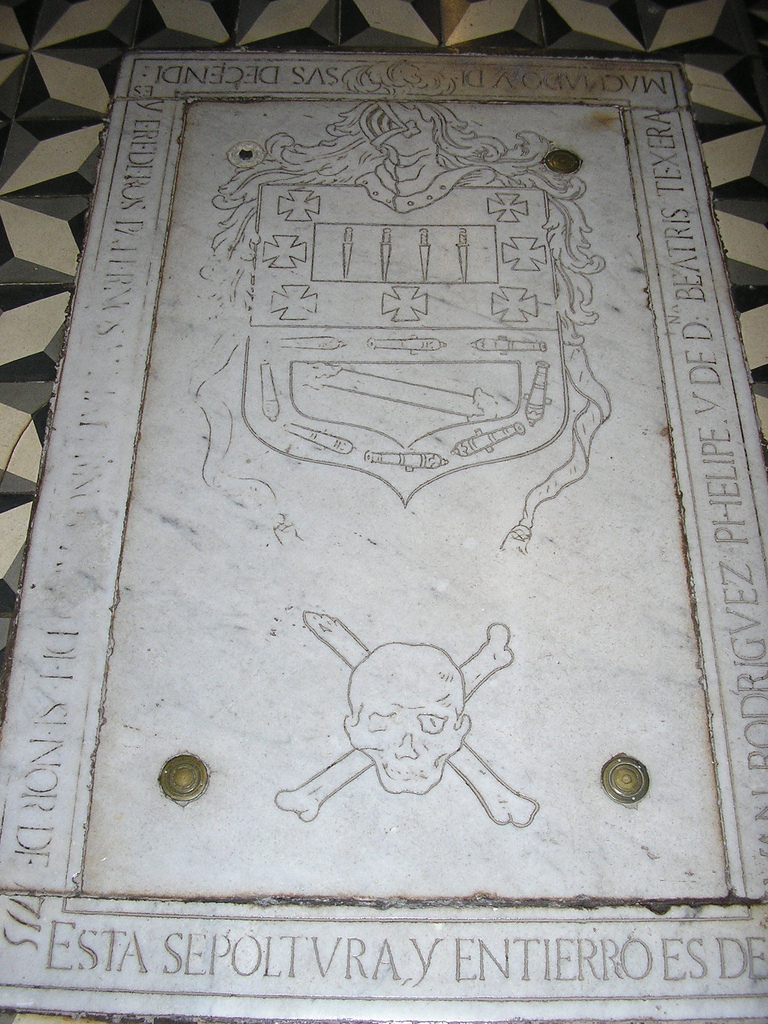
Lápida de la tumba de Amaro Pargo en la Iglesia de Santo Domingo de San Cristóbal de La Laguna, en donde destaca la calavera con las tibias cruzadas.

En noviembre de 2013 se realizó la exhumación de sus restos por un equipo de antropólogos, arqueólogos y forenses de la Universidad Autónoma de Madrid, con la finalidad de estudiar la figura de Amaro Pargo, incluyendo pruebas de ADN y la recreación de su rostro.
Según los registros históricos, junto a Pargo fueron enterrados sus padres y un sirviente negro, Cristóbal Lynch o Linche. Aparte de estos había seis personas más, que según la arqueóloga Esther Andréu, responsable de Arqueomedia ―empresa encargada de la exhumación―, podrían tratarse de sobrinos o sobrinos-nietos. Además, se encontraron cuerpos de bebés sin parentesco con Amaro Pargo, lo que podría atender a la costumbre de enterrar a los recién fallecidos sin bautizar con un adulto que los pudiese guiar hacia el cielo.
La exhumación fue financiada por la empresa francesa de videojuegos Ubisoft con el objetivo de documentar e investigar la figura de Amaro Pargo como corsario para la cuarta entrega de la saga con el título Assassin's Creed IV: Black Flag. Antonio Alonso, brand manager de Ubisoft en España, asegura que en su época fue un personaje que «tenía la misma reputación y popularidad que Barbanegra o Francis Drake».

## En la cultura popular

### El tesoro de Amaro Pargo
La casa de Amaro Pargo en el barrio de Machado, en el municipio de El Rosario, ha padecido constantes saqueos con el objeto de encontrar el supuesto tesoro que escondió. Las historias sobre este tesoro son variadas, algunas lo ubican en el entorno de los roques de Anaga, mientras que otras lo sitúan en la zona de la Punta del Hidalgo y la cueva de San Mateo, al noreste de Tenerife.
El tesoro se compondría de «plata labrada, joyas de oro, perlas y piedras de valor, porcelana china, ricas telas, cuadros y quizá los 500 000 pesos fuertes».

### Amistad con sor María de Jesús
El paso de los siglos y el romanticismo han querido ver un significado más profundo en la amistad que unió al corsario y a la religiosa, lo que dista mucho de la realidad al tratarse de una devoción sincera hacia una figura religiosa que ofrecía protección y amparo para todas las actividades vitales y comerciales sustanciadas por Amaro Rodríguez Felipe. En el ámbito literario este aspecto se ha explotado hasta la saciedad, sin fundamento alguno. La escritora Balbina Rivero, autora del libro Amaro Pargo, el pirata de Tenerife, deja entrever en su libro esta postura, aunque otros la rechazan, entre ellos el autor del libro El Sarcófago de las tres llaves, Pompeyo Reina Moreno, para el que su amistad se debía más bien a razones devocionales del corsario hacia la religiosa.
Uno de los motivos que han contribuido a la confusión popular en cuanto a la relación que Amaro Pargo tenía con sor María de Jesús se debe a la historia de la monja sor Úrsula de San Pedro. Esta religiosa del siglo XVII se fugó del convento de Santa Catalina de Siena junto a Jerónimo de Grimón y Rojas, hijo natural del dueño del Palacio de Nava ―situado junto al convento―. Ambos amantes fueron descubiertos antes de abandonar la isla, siendo Jerónimo de Grimón acusado de rapto de una monja, ejecutado en la Plaza del Adelantado de La Laguna y su cabeza expuesta en una pica. Sor Úrsula por su parte, fue emparedada de por vida en el convento.

### Literatura
La dedicación de Amaro Pargo a las actividades mercantes y corsarias ha suscitado el interés de varios novelistas e historiadores, quienes han observado cierto grado de misticismo en su persona. Destaca entre todas por su rigor histórico la obra El corsario Amaro Pargo (2004), de Domingo García Barbuzano, que dedicó cinco años a investigar el personaje en archivos históricos como el de Indias en Sevilla, donde se custodia toda la documentación de los viajes entre España y América.
Entre las novelas inspiradas en su persona se encuentran Amaro Pargo, el pirata de Tenerife, de Balbina Rivero, y El Sarcófago de las Tres Llaves, de Pompeyo Reina. Además, el escritor argentino Ernesto Frers hace referencia a Amaro Pargo en su obra Más allá del legado pirata.

### Cine y televisión

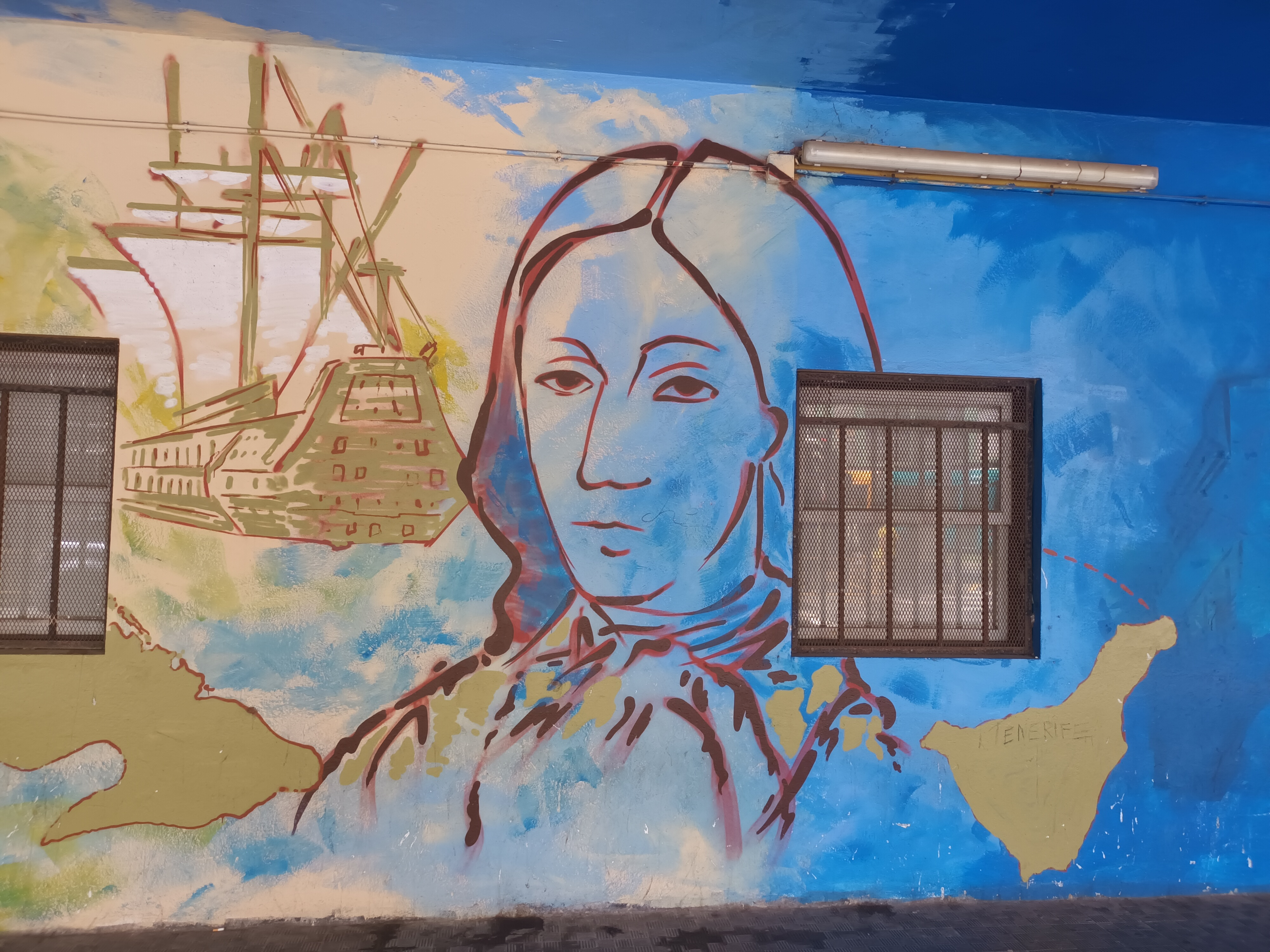
Pintura mural que representa al corsario Amaro Pargo ubicada en San Cristóbal de La Laguna, Tenerife.

En 1989 Televisión Española en Canarias emitió una serie de televisión denominada La historia en persona. Dicha serie constaba de trece episodios, uno de los cuales fue dedicado a la figura de Amaro Pargo.
Más recientemente en 2017, se rodó la primera película-documental que analiza diferentes aspectos vitales de este histórico personaje, la cual lleva por título Amaro Pargo: entre la leyenda y la historia. Dicho documental fue emitido directamente en televisión el 10 de agosto de 2017 a través de Radio Televisión Canaria. Este proyecto fue producido por Rumen Justo Reyes y realizado por Juan Alfredo Amil con la documentación recopilada y las entrevistas hechas por el periodista Benjamín Reyes.
En 2023 la serie de televisión estadounidense Expedition Unknown, dedicó un capítulo a la figura de Amaro Pargo con el título "Riches of Spain's Pirate King".

### Música y teatro
El grupo musical Rincón de La Mareta le dedicó una canción al corsario en 2016. En la misma, compuesta por Raquel Álvarez, se narra la historia de Amaro Pargo, su fortuna y su paso por Cuba.
En la obra teatral La Conquista más pirata de Timaginas Teatro, Amaro Pargo comparte protagonismo con el contralmirante Horacio Nelson, los Reyes católicos y Alonso Fernández de Lugo.
En el año 2022, en el mes de mayo, coincidiendo con el aniversario de nacimiento de Amaro, sale a la luz un disco dedicado íntegramente a su figura llamado El Corsario de Aguere, bajo la dirección  y producción musical de Raquel Álvarez.

### Vínculo con Barbanegra y Cabeza de Perro
Popularmente se le ha atribuido a Amaro Pargo una cierta vinculación con otro personaje histórico relacionado con el mundo de la piratería, Edward Teach, más conocido como Barbanegra. Se atribuye un enfrentamiento naval entre ambos que duró varios días. Si bien, ambos marinos eran contemporáneos, ninguna de sus biografías coetáneas se refiere a este episodio, por lo que se cree que puede ser una leyenda popular posterior.
En la isla de Tenerife existe también la figura de un pirata llamado Cabeza de Perro. En la actualidad, hay cierta polémica sobre la historicidad de este personaje y más desconcertante es el hecho de que su vida ―tal y como la relata la leyenda popular― tiene ciertos paralelismos con el corsario Amaro Pargo. Muchos investigadores creen que Cabeza de Perro fue un personaje literario, se estima que basado en la figura de Amaro Pargo, creado por Aurelio Pérez Zamora en 1895, y que posteriormente pasó al folclore popular de la isla como un personaje histórico real.

### Otros
La tradición popular le atribuye numerosos hechos que no cuentan con bases históricas sólidas o no están lo suficientemente documentados. Entre ellos que el Rey de España lo declarase Señor de soga y cuchillo, un título de época medieval que confería al que lo poseyese jurisdicción para castigar, incluso con la pena capital.
En 2017 fue presentada en La Laguna la Ruta Gastronómica de Amaro Pargo, ambientada en la cocina del siglo XVIII e inspirada en la figura del corsario.
El Ayuntamiento de San Cristóbal de La Laguna lanzó en 2021 un videojuego interactivo titulado El tesoro de Amaro Pargo, el cual permite descubrir los principales valores histórico-artísticos de esta ciudad, declarada Patrimonio de la Humanidad por la Unesco en 1999.